# Parador Belgrano
O Parador Belgrano é um dos paradores do Metrotranvía de Mendoza, situado no distrito de Mendoza, entre a Estação Mendoza e o Parador Pedro Molina. Administrado pela Empresa Provincial de Transporte de Mendoza (EPTM), faz parte da Linha Verde.
Foi inaugurado em 28 de fevereiro de 2012. Localiza-se no cruzamento da Avenida Belgrano com a Rua Reconquista. Atende os bairros Civico e Residencial Sur.